# Shelf-Gletscher
Der Shelf-Gletscher ist ein 6,3 km langer Talgletscher im Westen der Alaskakette in Alaska (USA). 

## Geografie
Der Shelf-Gletscher befindet sich in den Kichatna Mountains, einem Teilgebirge der südlichen Alaskakette. Er liegt innerhalb des Denali-Nationalparks. Das Nährgebiet des Shelf-Gletschers befindet sich unterhalb der Nordwestflanke des Gipfels The Citadel auf einer Höhe von 2000 m. Der Gletscher strömt in nördlicher Richtung, flankiert auf beiden Seiten von einem Bergkamm. Jenseits dieser Bergkämme verlaufen parallel ebenfalls in nördlicher Richtung der Cul-de-Sac-Gletscher im Westen sowie der Shadows-Gletscher im Osten. Schließlich endet der östliche Bergkamm und der Shelf-Gletscher wendet sich nach Nordosten, um sich mit dem Shadows-Gletscher zu vereinigen. Die Stelle, an welcher sich die beiden Gletscher treffen, liegt auf einer Höhe von 1100 m. Die durchschnittliche Gletscherbreite beträgt 600 m.